# Meteoritica
La meteoritica o meteoroastronomia è la branca dell'astronomia che studia tutti gli aspetti dei fenomeni meteoritici.

## Descrizione
Si occupa delle meteore luminose, meteore soniche, bolidi, meteoroidi, meteoriti, suoni elettrofonici, sciami meteorici, radiante meteorico, corpi progenitori delle meteore, elementi orbitali delle meteore, crateri meteoritici, impattiti e tectiti.
La Meteoritica è nata, come tutte le Scienze, dall'apporto delle ricerche di molti studiosi, ma unanimemente Ernst Florens Friedrich Chladni è ritenuto il primo vero studioso di questa disciplina, tra i primi studiosi un posto di rilievo è detenuto dall'italiano Ambrogio Soldani.

## Voci di mineralogia correlate con la Meteoritica
- Acondrite
- Antitaenite
- Atassite
- Camacite
- Chaoite
- Coesite
- Condrite
- Ejecta
- Elaliite
- Esaedrite
- Figure di Widmanstätten
- Fratture a cuneo (shatter cones)
- Gupeiite
- Impattite
- Inclusione ricca di calcio e alluminio
- Lechatelierite
- Lonsdaleite
- Maskelynite
- Linee di Neumann
- Moldavite
- Ottaedrite
- Pallasite
- Panethite
- Regmaglite
- Reidite
- Rubinite
- Siderite
- Stishovite
- Taenite
- Tetrataenite
- Tectite
- Troilite
- Vetro di Darwin
- Vetro del deserto libico
- Xifengite

## Studiosi illustri nel campo della Meteoritica
- Luis Álvarez (1911-1988) (Premio Nobel per la Fisica 1968)
- Walter Álvarez (1940)
- Daniel Moreau Barringer (1860-1929)
- Zdenek Ceplecha (1929-2009)
- Edward Ching-Te Chao (1919-2008)
- Ernst Florens Friedrich Chladni (1756-1827)
- Francesco Denza (1834-1894)
- Peter Jenniskens (1962)
- Evgenij Leonidovič Krinov (1906-1984)
- Leonid Alekseevič Kulik (1883-1942)
- Lincoln LaPaz (1897-1985)
- Bertil A. Lindblad (1921-2010)
- Esko Juhani Lyytinen (1942-2020)
- John Aloysius O'Keefe (1916-2000)
- Douglas Orson ReVelle (1945-2010)
- Caterina Scarpellini (1808-1873)
- Carlyle Smith Beals (1899-1979)
- Ambrogio Soldani (1736-1808)
- Domenico Troili (1722-1793)
- Alois von Beckh-Widmanstätten (1754-1849)
- Karl von Reichenbach (1788-1869)